# Teodoro García
Teodoro García (Buenos Aires, 4 de diciembre de 1840 - 9 de julio, de 1909) fue un militar y político argentino que participó en las guerras civiles y contra los indígenas de su país natal, y en la Guerra del Paraguay. También fue dos veces diputado nacional.

## Biografía
Se incorporó como soldado al ejército del Estado de Buenos Aires para la crisis que desembocaría en la batalla de Cepeda, que fue su bautismo de fuego. También participó en la batalla de Pavón, y a fines de 1862 fue ascendido al grado de teniente.
Con el grado de ayudante mayor marchó a la Guerra del Paraguay, participando en la mayor parte de las batallas que luchó en la misma el Ejército Argentino; al finalizar la guerra, era teniente coronel.
Participó en la represión de la revolución de Ricardo López Jordán en las batallas de Sauce y Don Cristóbal, como comandante de una brigada de infantería.
En 1871 fue nombrado jefe del Regimiento de Patricios – que en esa época se llamaba 1.er Regimiento de Guardias Nacionales de la capital – al frente del cual dirigió operaciones defensivas contra la revolución de 1874. Al finalizar el mismo se trasladó con su regimiento a la Gobernación del Chaco, cuya gobernación ejerció interinamente durante un breve lapso.
Tras dejar el mando del Regimiento de Patricios, prestó servicios en la frontera con los indígenas. Ascendido al grado de coronel, formó parte de la llamada Conquista del Desierto de 1879. Comandó la guarnición militar de Choele Choel entre mayo y agosto de ese año.
Al estallar la revolución de Carlos Tejedor contra la federalización de Buenos Aires, Teodoro García ocupó el cargo de Jefe de Estado Mayor de las fuerzas nacionales, acantonadas en la Chacarita. En el mes de julio fue ascendido al grado de coronel mayor, equivalente al de general.
Fue inspector general del Arma de Infantería y ascendido a general de división en 1882.
Fue diputado nacional durante la presidencia de Miguel Juárez Celman. Al estallar la Revolución del Parque, en 1890, no se unió a la misma. Pero cuando el gobierno dio de baja a los jefes sublevados, dirigió una nota al Estado Mayor, aclarando 

"que se ha incurrido en omisión al no incluir mi nombre… (pues se consideraba incluido) … “adentro de la misma disposición invocada por el señor ministro de la Guerra para fundar su resolución.”

 Fue dado de baja y reincorporado por la amnistía en el mes de septiembre de ese mismo año.
Tras colaborar – sin participar activamente – en la revolución de 1893, García fue arrestado a bordo de un buque de guerra durante varios meses. No obstante, no fue dado de baja, y al año siguiente fue elegido nuevamente diputado nacional, cargo al que renunció en abril de 1898.
A consecuencia de las contingencias revolucionarias de 1893, el general García sufrió una injusta detención de varios meses a bordo de un buque de guerra.  Después de estas persecuciones, fue elegido nuevamente diputado por la Capital, el 9 de mayo de 1894, banca que ocupó hasta el 30 de abril de 1898.
Falleció en Buenos Aires el 9 de julio de 1909.